# Le Chautay

Le Chautay este o comună în departamentul Cher, Franța. În 1 ianuarie 2022 avea o populație de 264 de locuitori.